# Ityraea wissmanni
Ityraea wissmanni är en insektsart som först beskrevs av Karsch 1890.  Ityraea wissmanni ingår i släktet Ityraea och familjen Flatidae. Inga underarter finns listade i Catalogue of Life.